# 索列尔
索列尔（西班牙语）是西班牙巴利阿里群岛的一个市镇。总面积43平方公里，总人口10961人（2001年），人口密度255人/平方公里。